# Fungia scruposa
Espèce
Synonymes
- Fungia corona Döderlein, 1901

Statut CITES
Fungia scruposa est une espèce de coraux appartenant à la famille des Fungiidae. 
Selon WoRMS elle n'existe plus et est désormais remplacée par Danafungia scruposa.